# محمود هاشم عيسى
محمود هاشم عيسى (1935 - 2020 م)، قارئ قرآن مصري، ولد ونشأ بمدينة دسوق بشمال مصر. حفظ القرآن الكريم علي يد الشيخ الفاضلي علي أبو ليلة عام 1951، وحصل على الإجازة في قراءات حفص من طريق الشاطبية، وورش من طريق الشاطبية، وحفص من طريق الطيبة، وسنده يمتد إلى النبي محمد. وسبب علو سنده أنه يصل إلى الإمام ابن الجزري بعد 12 شيخ فقط، وهذا هو أعلى الأسانيد امتداداً إلى النبي محمد على مستوى العالم.
تعلم علوم القراءات وقام بتدريسها للعديد من طلاب الأزهر الشريف، وغيرهم من الأطباء ورجال الأعمال وغيرهم، وذلك في مسجد إبراهيم الدسوقي.
حصل العديد من طلاب العلم المصريين والعرب والأفارقة والآسيويين على الإجازات القرآنية في القراءات على يديه، وكان متفرغ للتعليم بالمسجد الإبراهيمي بدسوق. توفي في 23 مارس 2020 م الموافق 28 رجب 1441 هـ عن عمر ناهز 85 عاما.

## وصلات خارجيّة
- مصحف القرآن الكريم.